# Eurovision Song Contest 1972
Il diciassettesimo Gran Premio Eurovisione della Canzone si tenne a Edimburgo (Regno Unito) il 25 marzo 1972.

## Storia
Il Principato di Monaco, vincitore dell’anno precedente, mancava di un’arena al coperto: TMC, emittente pubblica monegasca, volle allora organizzare lo show open-air a giugno, ma l’operazione saltò perché, una volta ottenuto l’aiuto economico e tecnico della ORTF, la televisione pubblica francese, le due emittenti rimasero in contrasto sulla location, in quanto ORTF lo voleva sul suolo francese e non su quello monegasco.
A quel punto TMC lasciò l’organizzazione in mano all’UER che, dopo i rifiuti di Spagna e Germania Ovest, rispettivamente seconda e terza classificati, consegnò lo show al Regno Unito, quarto classificato a Dublino, che organizzò il concorso ad Edimburgo, in Scozia. Come presentatrice venne scelta Moira Shearer, famosa ballerina inglese. Per la prima volta fu usato uno schermo, in cui appariva la foto del cantante e il titolo del brano, prima di ogni esibizione.
Il vincitore del concorso fu il Lussemburgo, rappresentato dalla greca Vicky Leandros con la canzone Aprés toi. Malta arrivò ultima ancora una volta. L'Irlanda sorprese tutto il pubblico con un brano in gaelico irlandese. L'Italia si piazza al sesto posto con Nicola Di Bari, interpretando I giorni dell'arcobaleno.

## Stati partecipanti

Stati partecipanti
Paesi che hanno partecipato in passato ma non nel 1972

Stati partecipanti
     Paesi che hanno partecipato in passato ma non nel 1972
| Stato                       | Artista                          | Brano                         | Lingua     | Processo di selezione                                                             |
| --------------------------- | -------------------------------- | ----------------------------- | ---------- | --------------------------------------------------------------------------------- |
| Austria                     | Milestones                       | Falter im Wind                | Tedesco    | Interno                                                                           |
| Belgio                      | Serge & Christine Ghisoland      | À la folie ou pas du tout     | Francese   | Interno per l'artista; Eurosong 1972 per il brano, 15 febbraio 1972               |
| Finlandia                   | Päivi Paunu & Kim Floor          | Muistathan                    | Finlandese | Euroviisukarsinta 1972, 29 gennaio 1972                                           |
| Francia                     | Betty Mars                       | Comé-comédie                  | Francese   | Interno                                                                           |
| Germania                    | Mary Roos                        | Nur die Liebe läßt uns leben  | Tedesco    | Ein Lied für Edinburgh, 19 febbraio 1972                                          |
| Irlanda                     | Sandie Jones                     | Ceol an Ghrá                  | Irlandese  | National Song Contest 1972                                                        |
| Italia                      | Nicola di Bari                   | I giorni dell'arcobaleno      | Italiano   | Canzonissima 1971 per l'artista, 6 gennaio 1972; Scelta interna per il brano      |
| Jugoslavia                  | Tereza Kesovija                  | Muzika i ti                   | Croato     | Jugovizija 1972                                                                   |
| Lussemburgo                 | Vicky Léandros                   | Après toi                     | Francese   | Interno                                                                           |
| Malta                       | Helen & Joseph                   | L-imħabba                     | Maltese    | Malta Song for Europe 1972                                                        |
| Norvegia                    | Grethe Kausland & Benny Borg     | Småting                       | Norvegese  | Melodi Grand Prix 1972, 19 febbraio 1972                                          |
| Paesi Bassi                 | Sandra & Andres                  | Als het om de liefde gaat     | Olandese   | Interno per l'artista; Nationaal Songfestival 1972 per il brano, 22 febbraio 1972 |
| Portogallo                  | Carlos Mendes                    | A festa da vida               | Portoghese | Festival da Canção 1972, 21 febbraio 1972                                         |
| Principato di Monaco        | Peter McLane & Anne-Marie Godart | Comme on s'aime               | Francese   | Interno                                                                           |
| Regno Unito (organizzatore) | The New Seekers                  | Beg, Steal or Borrow          | Inglese    | Interno per l'artista; A Song for Europe 1972 per il brano, 12 febbraio 1972      |
| Spagna                      | Jaime Morey                      | Amanece                       | Spagnolo   | Interno                                                                           |
| Svezia                      | Family Four                      | Härliga sommardag             | Svedese    | Melodifestivalen 1972, 12 febbraio 1972                                           |
| Svizzera                    | Véronique Müller                 | C'est la chanson de mon amour | Francese   | Concours Eurovision 1972                                                          |

## Struttura di voto
Ogni paese ha due giurati, riuniti nel castello di Edimburgo, uno sotto e uno sopra i venticinque anni che vota ogni canzone con punti dall'uno al cinque. Durante la dichiarazione di voto la presentatrice è seduta su una poltroncina.

## Orchestra
Diretta dai maestri: Augusto Alguero (Spagna), Raymond Bernard (Monaco), Charles Camilleri (Malta), Jean-Pierre Festi (Svizzera), Richard Hill (Portogallo), Nikica Kalogjera (Jugoslavia), Erich Kleinschuster (Austria), Carsten Klouman (Norvegia), Paul Kuhn (Germania), David MacKay (Regno Unito), Klaus Munro (Lussemburgo), Mats Olsson (Svezia), Colman Pearce (Irlanda), Franck Pourcel (Francia), Gianfranco Reverberi (Italia), Ossi Runne (Finlandia), Henri Segers (Belgio) e Harry van Hoof (Paesi Bassi).

## Classifica
| N° | Stato                | Cantante                         | Canzone                       | Punti | Posizione |
| -- | -------------------- | -------------------------------- | ----------------------------- | ----- | --------- |
| 01 | Germania Ovest       | Mary Roos                        | Nur die Liebe läßt uns leben  | 107   | 3         |
| 02 | Francia              | Betty Mars                       | Comé-comédie                  | 81    | 11        |
| 03 | Irlanda              | Sandie Jones                     | Ceol On Ghrá                  | 72    | 15        |
| 04 | Spagna               | Jaime Morey                      | Amanece                       | 83    | 10        |
| 05 | Regno Unito          | The New Seekers                  | Beg, Steal or Borrow          | 114   | 2         |
| 06 | Norvegia             | Grethe & Benny                   | Småting                       | 73    | 14        |
| 07 | Portogallo           | Carlos Mendes                    | A festa da vida               | 90    | 7         |
| 08 | Svizzera             | Véronique Müller                 | C'est la chanson de mon amour | 88    | 8         |
| 09 | Malta                | Helen & Joseph                   | L-imħabba                     | 48    | 18        |
| 10 | Finlandia            | Päivi Paunu & Kim Floor          | Muistathan                    | 78    | 12        |
| 11 | Austria              | Milestones                       | Falter im Wind                | 100   | 5         |
| 12 | Italia               | Nicola Di Bari                   | I giorni dell'arcobaleno      | 92    | 6         |
| 13 | Jugoslavia           | Tereza                           | Muzika I Ti                   | 87    | 9         |
| 14 | Svezia               | Family Four                      | Härliga Sommardag             | 75    | 13        |
| 15 | Principato di Monaco | Peter McLane & Anne-Marie Godart | Comme on s'aime               | 65    | 16        |
| 16 | Belgio               | Serge & Christine Ghisoland      | À la folie ou pas du tout     | 55    | 17        |
| 17 | Lussemburgo          | Vicky Léandros                   | Après toi                     | 128   | 1         |
| 18 | Paesi Bassi          | Sandra & Andres                  | Als het om de liefde gaat     | 106   | 4         |

10 punti
| N. | A           | Da                      |
| -- | ----------- | ----------------------- |
| 2  | Lussemburgo | Jugoslavia, Regno Unito |
| 1  | Austria     | Svezia                  |
| 1  | Portogallo  | Lussemburgo             |
| 1  | Regno Unito | Norvegia                |